# Albert IV. Tirolski
Albert IV. (ali Albert III., odvisno od načina štetja; ok. 1180 – 22. julij 1253) je bil tirolski grof od leta 1202 do svoje smrti, zadnji iz prvotne Tirolske hiše. Služil je tudi kot odvetnik v škofijah Trento in Briksen.

## Življenje
Bil je sin grofa Henrika I. († 14. junija 1190) in Neže Vangenske, hčerke grofa Adalbera I. Ko mu je oče umrl leta 1190, je bil še mladoleten, samostojno pa je začel vladati šele leta 1202. Po očetu je podedoval urad advokata škofije Trento; leta 1210 ga je škof Konrad imenoval tudi za odvetnika škofije Briksena.
Ko so bili leta 1209 grofje Andeško-Meranski preklicani zaradi domnevne vloge pri umoru kralja Hohenstaufena Filipa Švabskega na poroki meranskega vojvode Otona I. v Bambergu, je Albert prevzel njihove suverene pravice v dolinah Inn, Wipp, Eisack, in dolini Gader. Ko je oblikoval neodvisno grofijo Tirolsko, je utrdil svoj položaj s hitrim priznavanjem zdaj nesporne premoči Filipovega tekmeca, velfskega cesarja Otona IV. Po smrti cesarja Otona leta 1218 je spet zamenjal stran in postal zvest podpornik vladarja Hohenstaufena Friderika II. Leta 1217-1219 sta se skupaj s škofom Bertoldom iz Briksena pridružila peti križarski vojni.
Albert ni imel sinov, zato je poskrbel, da so njegove hčere lahko dedovale. Leta 1234 je svojo hčer Elizabeto (um. 1256) poročil z andeškim vojvodo Otonom II. Meranskim, svojo drugo hčer Adelajdo (um. 1279) pa z goriškim grofom Majnhardom in sklenil medsebojne pogodbe o dedovanju z obema svakoma. Kot rezultat, je Albert po njegovi smrti leta 1248 pridobil tirolsko posest, ki jo je imel Oton II. Meranski, in istega leta zasedel tudi dežele izumrlih grofov Eppan.
V hudi polemiki po odstavitvi cesarja Friderika II. s strani papeža Inocenca IV. leta 1245 je Albert ostal protagonist cesarske stranke in je izkoristil priložnost za invazijo na cerkvena ozemlja izvoljenega škofa Filipa Salzburškega. Leta 1252 sta bila Albert in njegov zet Majnhard pri  Greifenburgu premagana od združene vojske Filipa Salzburškega in njegovega očeta vojvode Bernarda Koroškega ter zajeta kot ujetnika. V priporu v Brežah so ju izpustili šele decembra, potem ko sta odstopila pomembne posesti na Zgornjem Koroškem, plačala veliko odkupnino in dala za talca dva Majnhardova sinova.
Albert IV. je umrl naslednje leto in bil pokopan v Stams-u. Njegovo dediščino sta si sprva razdelila njegov zet Majnhard in grof Gebhard IV. iz Hischberga, drugi mož njegove hčerke Elizabete. Gebhard ni imel otrok, zato je po njegovi smrti Majnhardov sin Majnhard II. Goriški ponovno združil Albertovo posest.
V času svojega življenja je Albert poskušal združiti svoje posesti na območju Tirolske v eno grofijo. Leta 1254 se je ta entiteta imenovala dominium Tyrolis ali comecia Tyrolis .

## Poroka in potomci
Okoli leta 1211 se je Albert poročil z Uto († 1254), hčerjo bavarskega grofa Henrika II. Frontenhausen-Lechsgemünda († 1208). Albert in Uta sta imela dve hčerki:
- Adelajda ( ok. 1218/1220 – 26. maj 1279), poročena z goriškim grofom Majnhardom I. († 1258)
- Elizabeta ( ok. 1220/1225 – 10. oktober 1256), poročena:
  1. leta 1239 z Andeško-Meranskim vojvodom Otonom II. (um. 19. junija 1248)
  2. leta 1249 grofu Gebhardu IV. Hirschbergu (um. 1275)

| Albert IV. Tirolski Tirolski grofjeRojen: cca. 1180 22. julij 1253 |                           |                        |
| Predhodnik: Henrik I.                                              | Tirolski grof 1202 - 1253 | Naslednik: Majnhard I. |